# هنریک توفت هنسن
هنریک توفت هنسن (دانمارکی: Henrik Toft Hansen؛ زادهٔ ۱۸ دسامبر ۱۹۸۶) بازیکن هندبال اهل دانمارک است.